# Acanthodelta obscurior
Acanthodelta obscurior là một loài bướm đêm trong họ Noctuidae.